# Säulkopf
Le Säulkopf est une montagne qui s’élève à 3 209 m d’altitude dans les Hohe Tauern, en Autriche. Le sommet est, comme le Rauhkopf voisin (3 070 m d'altitude), l'une des destinations sommitales des Hohe Tauern facilement accessibles.